# 白金溫泉
43°28′26.0″N 142°38′17.4″E / 43.473889°N 142.638167°E

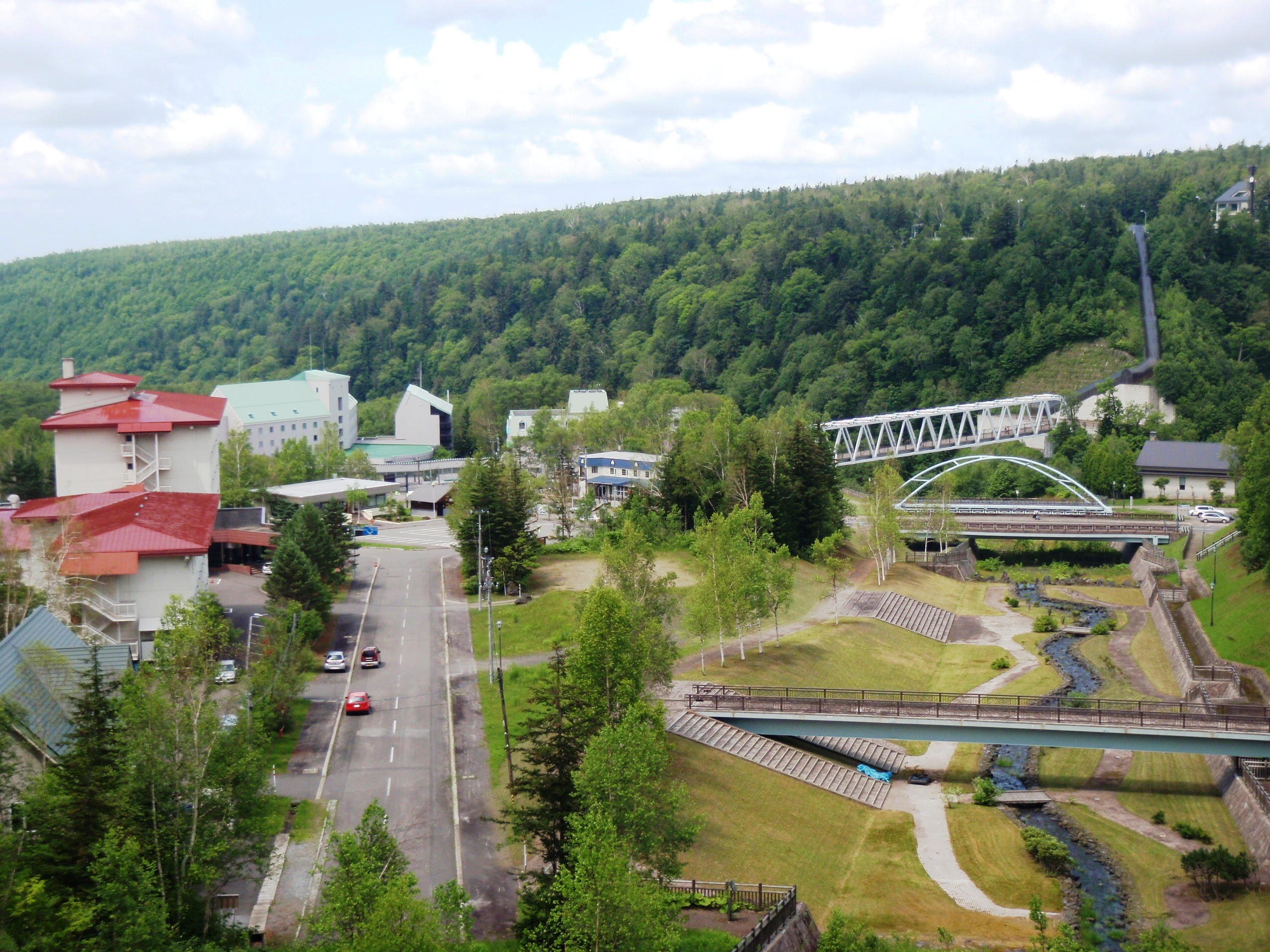
白金溫泉區

白金溫泉是位於日本北海道上川郡美瑛町的溫泉區，位於十勝岳山麓，以週邊的白樺林景色而聞名。溫泉區內約有7間溫泉旅館，並設有町營「國民保養中心」的公共溫泉。

## 歴史
在1910年代，曾經在十勝岳山腰（現在的十勝岳望岳台付近）發現有「丸谷溫泉」，而現在的白金溫泉附近有「畠山溫泉」，但在1926年的十勝岳爆發中，兩個溫泉區被「融雪型火山土石流」帶來的溶化雪水與山上的沙土所吞沒。
1950年8月在此地重新挖掘出溫泉，當時的美瑛町長認為這是「泥中貴重的白金」，故命名為「白金溫泉」。

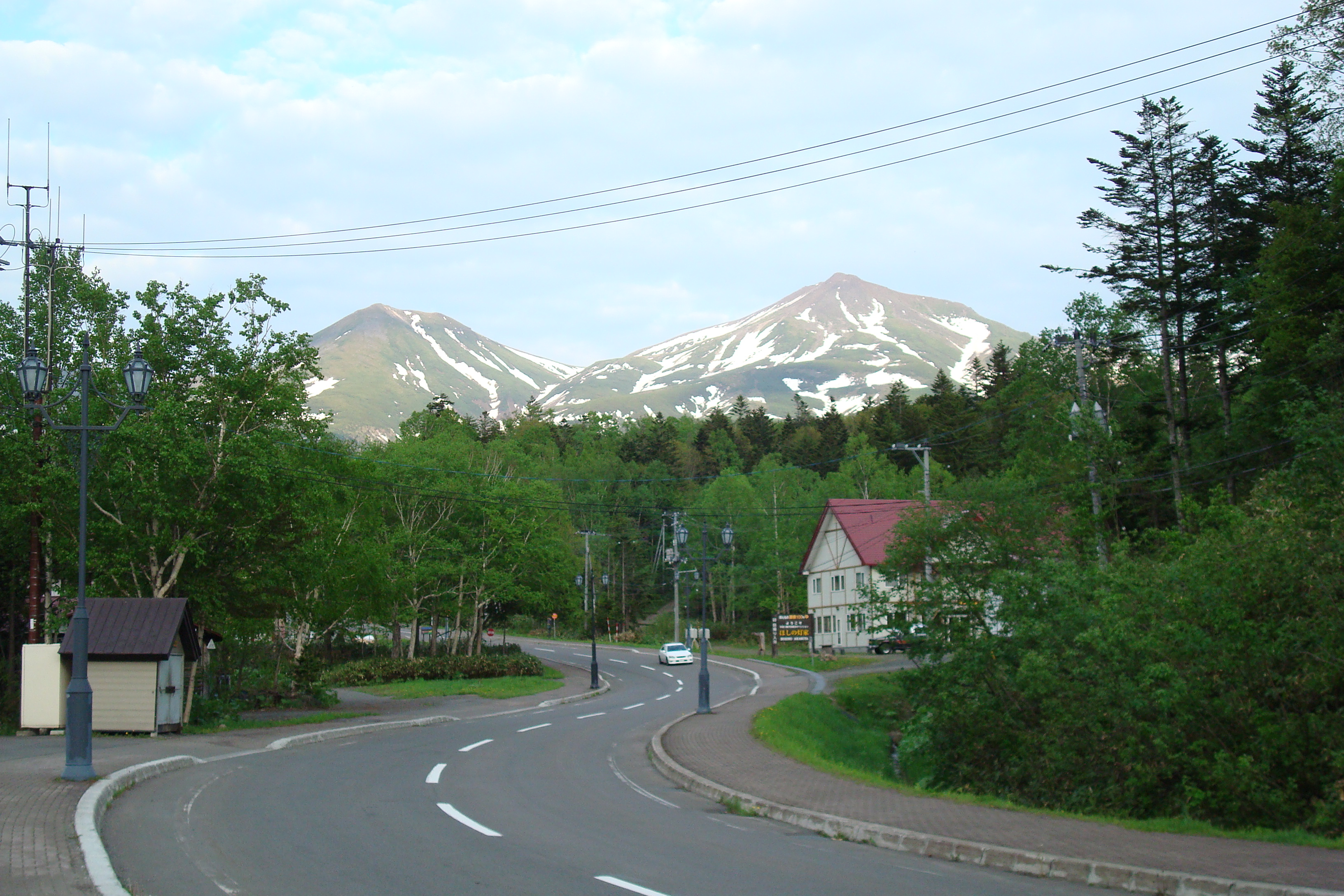
白金溫泉的道路及週邊的白樺林
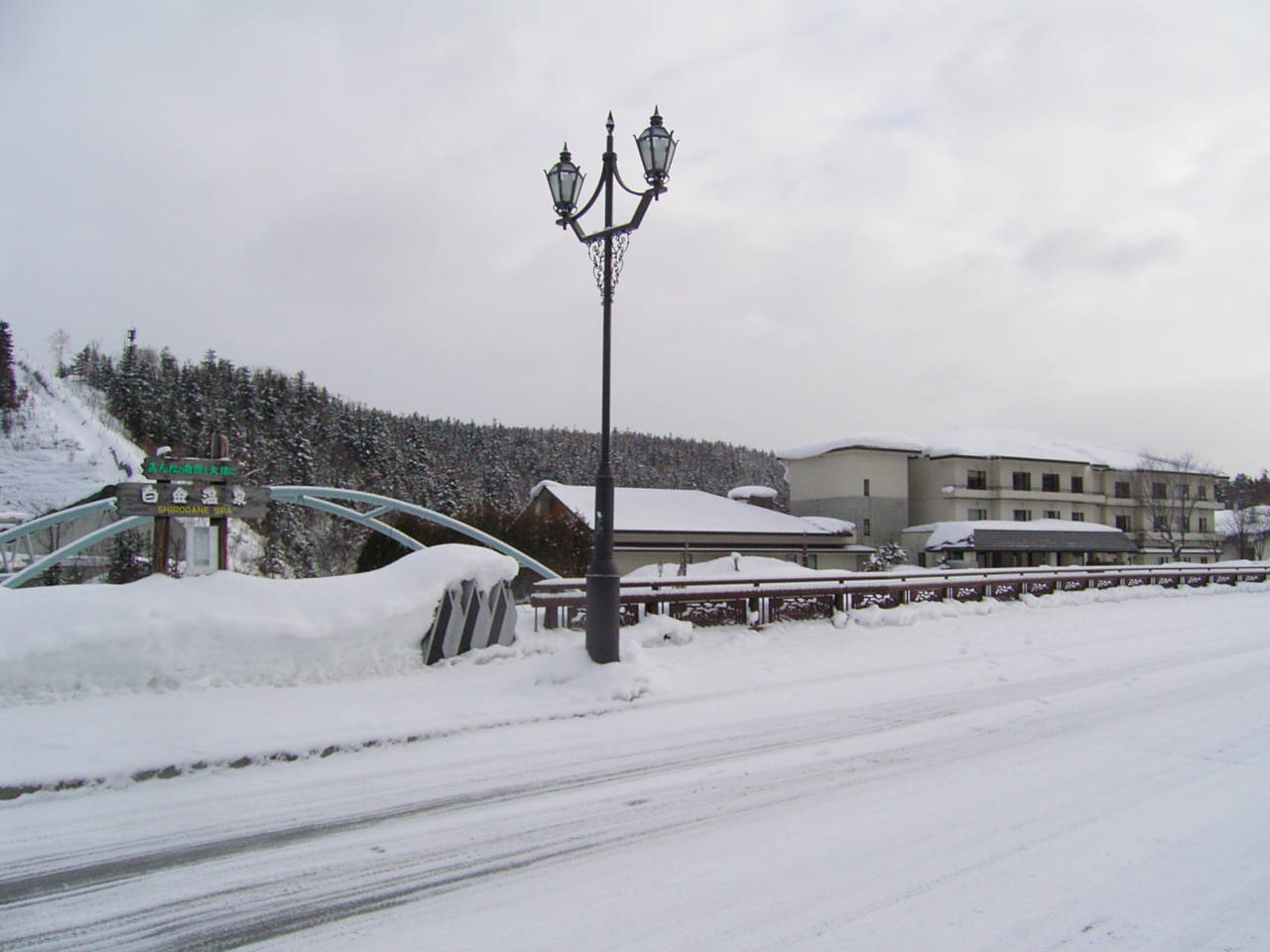
白金溫泉巴士站附近，右側為湯元白金溫泉旅館
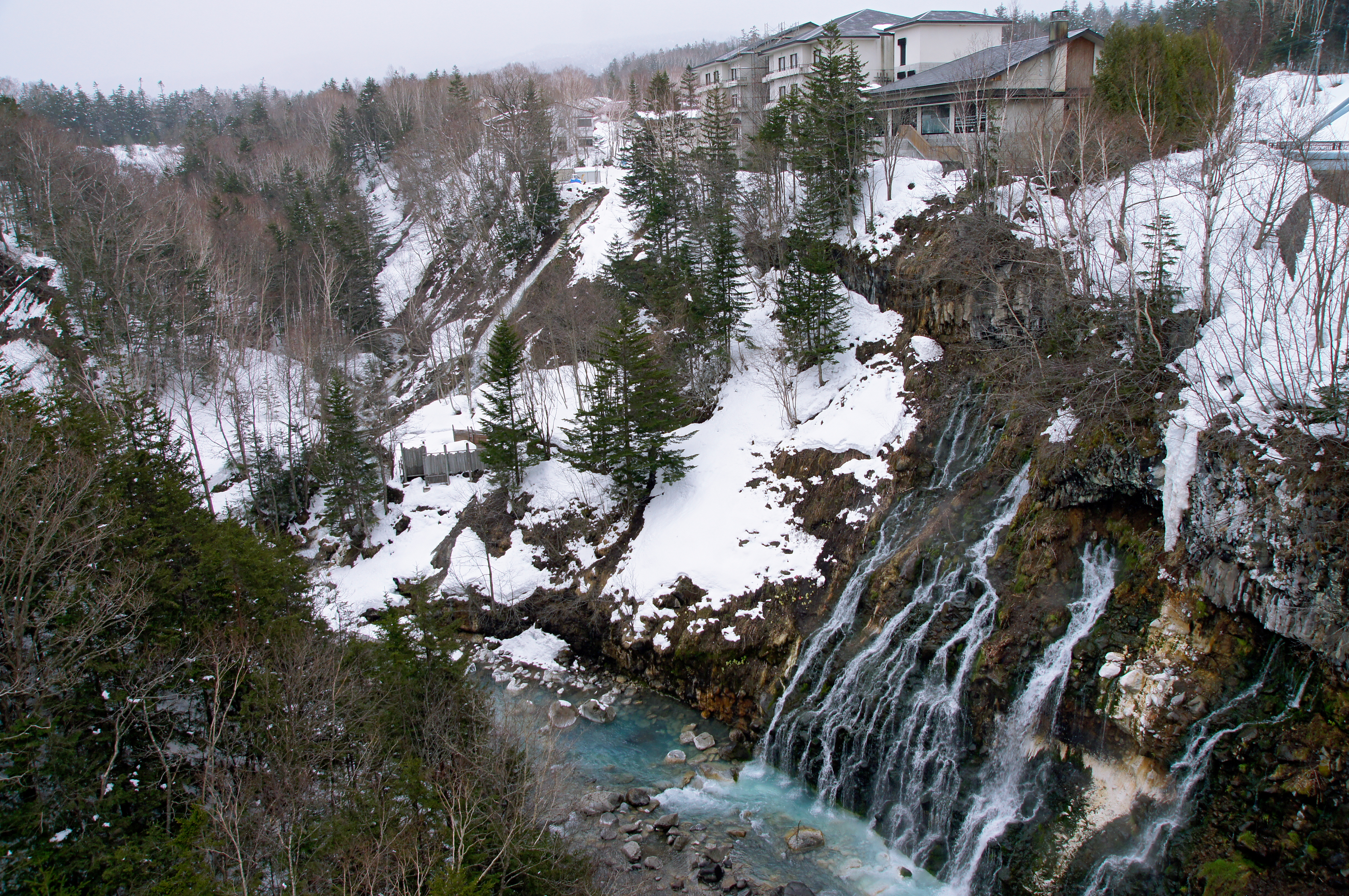
溫泉區旁的美瑛川及白鬚瀑布

## 週邊景點
- 白鬚瀑布
- 十勝岳望岳台
- 青池

## 外部連結
- （日語） 白金溫泉觀光協會 （页面存档备份，存于）